# 포르투 노면전차

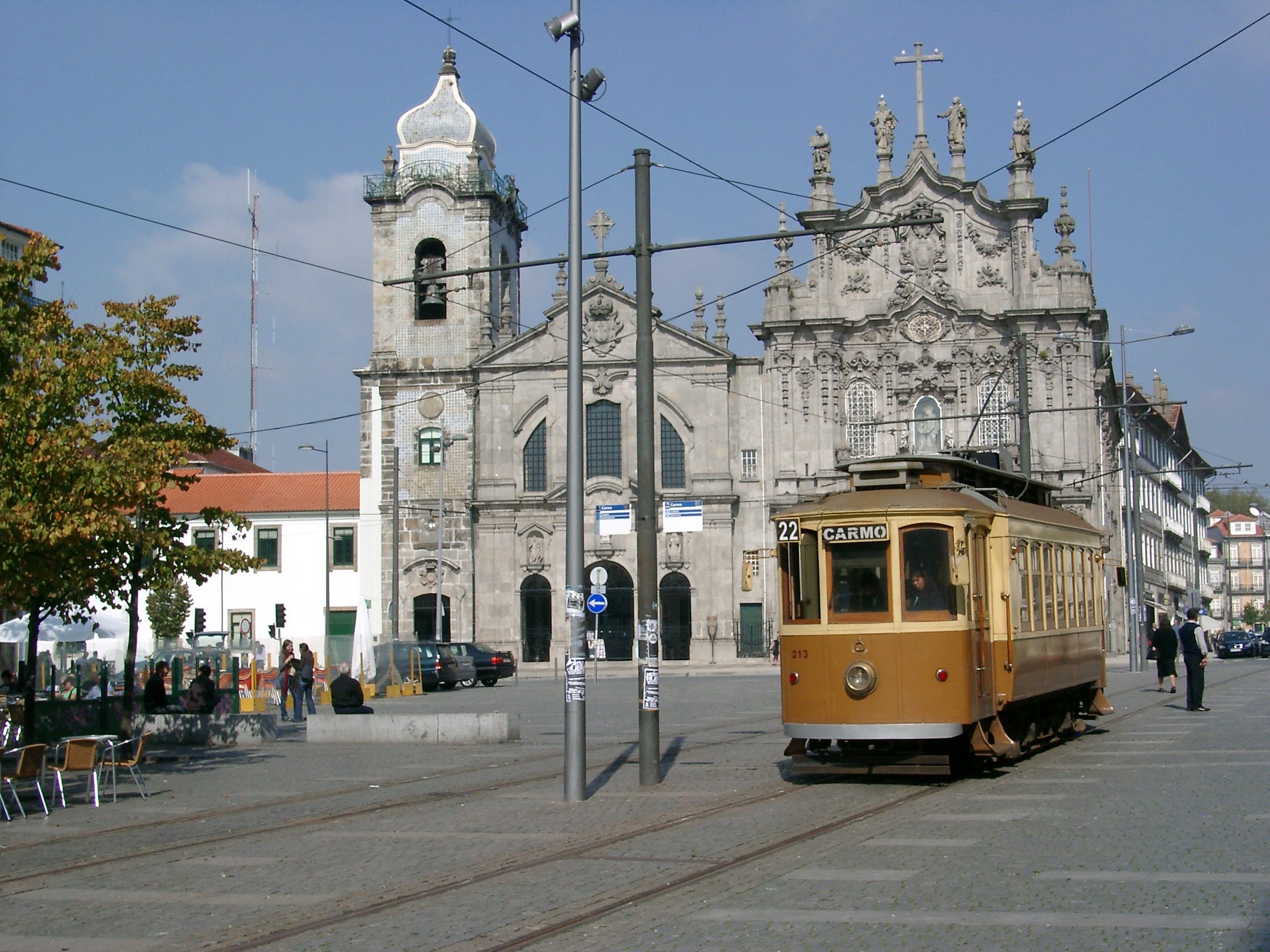
포르투 노면전차

포르투 노면전차(포르투갈어: Elétricos do Porto)는 포르투갈 포르투에서 운영되는 노면전차 시스템이다. 3개의 노선을 운영한다.

## 박물관
1992년 포르투 트램 박물관이 개관하였다.